# Nitrofurano

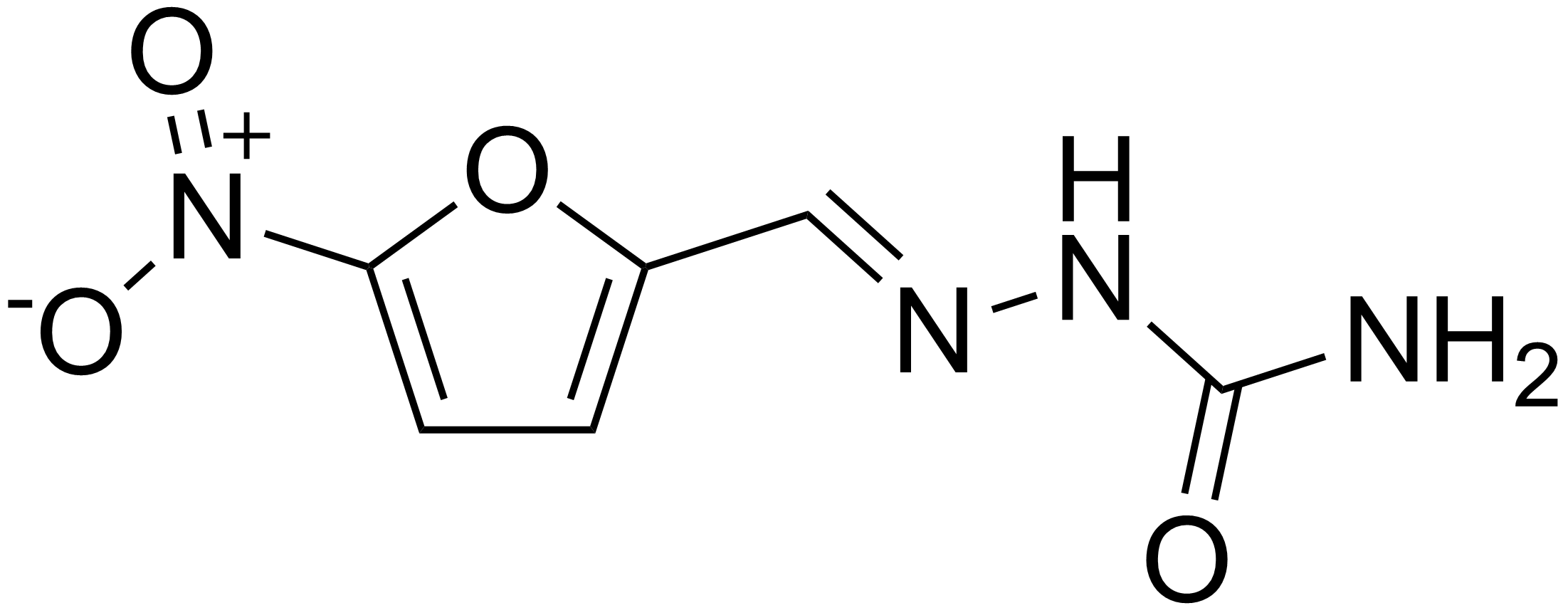
Nitrofurazona

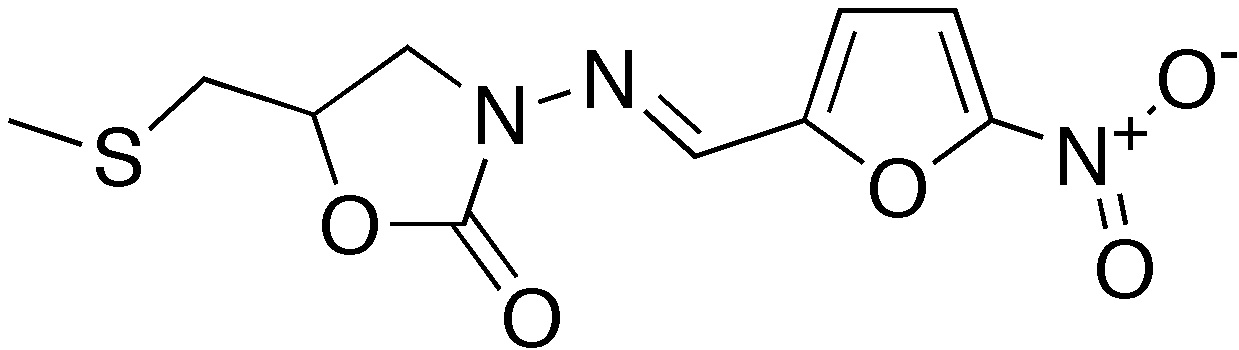
Nifuratel

Os nitrofuranos são uma classe de drogas tipicamente usadas como antibióticos e antimicrobianos. O componente estrutural definidor é um anel de furano com um grupo nitro.
Membros desta classe de drogas incluem:
- Furaltadona, antiprotozoário
- Furazolidona, antibacteriano
- Furilfuramida
- Nitrofurantoína, antibacteriano
- Nitrofurazona, antibacteriano
- Nifuratel
- Nifurquinazol, antibacteriano
- Nifurtoinol, antibacteriano
- Nifuroxazida, antibiótico
- Nifurtimox, antiparasítico
- Nifurzida, anti-infectivo